# لورا سویر
لورا سویر (انگلیسی: Laura Sawyer؛ ‏ ۳ فوریهٔ ۱۸۸۵ – ۷ سپتامبر ۱۹۷۰) بازیگر اهل ایالات متحده آمریکا بود.
از فیلم‌هایی که وی در آن‌ها نقش داشته‌است، می‌توان به داستان راهب پیر، هولدا اهل هلند و دوازدهمین عضو هیئت منصفه اشاره نمود.